# Okolona, Mississippi
Okolona är en av två administrativa huvudorter i Chickasaw County i delstaten Mississippi. Den andra huvudorten i countyt är Houston. Enligt 2020 års folkräkning hade Okolona 2 513 invånare.